# Dímelo en la calle
Dímelo en la calle és el setzè disc de Joaquín Sabina.
El disc va ser gravat l'any 2002.

## Llista de cançons
1. "No permita la virgen" - 4:11
2. "Vámonos pal sur" - 3:55
3. "La canción más hermosa del mundo" - 4:56
4. "Como un dolor de muelas" - 2:57
5. "69.G" - 4:02
6. "Peces de ciudad" - 5:04
7. "El café de Nicanor" - 4:56
8. "Lágrimas de plástico azul" - 3:44
9. "Yo también sé jugarme la boca" - 4:37
10. "Arenas movedizas" - 4:46
11. "Ya eyaculé" - 4:36
12. "Cuando me hablan del destino" - 3:43
13. "Camas vacías" - 4:04
14. "Semos diferentes (bonus track)" - 4:27